# Сусельница
Сусельница — деревня в Бежаницком районе Псковской области. Входит в состав сельского поселения муниципальное образование «Полистовское».
Расположена в 1 км к северо-востоку от побережья озера Сусельницкое, в 50 км к северо-востоку от райцентра Бежаницы.
До 3 июня 2010 года деревня входила в состав ныне упразднённой Цевельской волости.